# Grenzbefestigungen der Schweiz
Die Grenzbefestigungen der Schweiz waren militärische Verteidigungslinien der Schweizer Armee zur Wahrung der Unabhängigkeit im Sinne der bewaffneten Neutralität und des Haager Neutralitätsabkommens. Angesichts der rasanten Weiterentwicklung der Kriegstechnik beschloss die Schweizer Regierung, die Grenzfestigungen während des Zweiten Weltkriegs mit gestaffelten Verteidigungslinien (vorgeschobene Stellungen, Limmatstellung) und dem Reduit zu ergänzen bzw. zu verstärken.

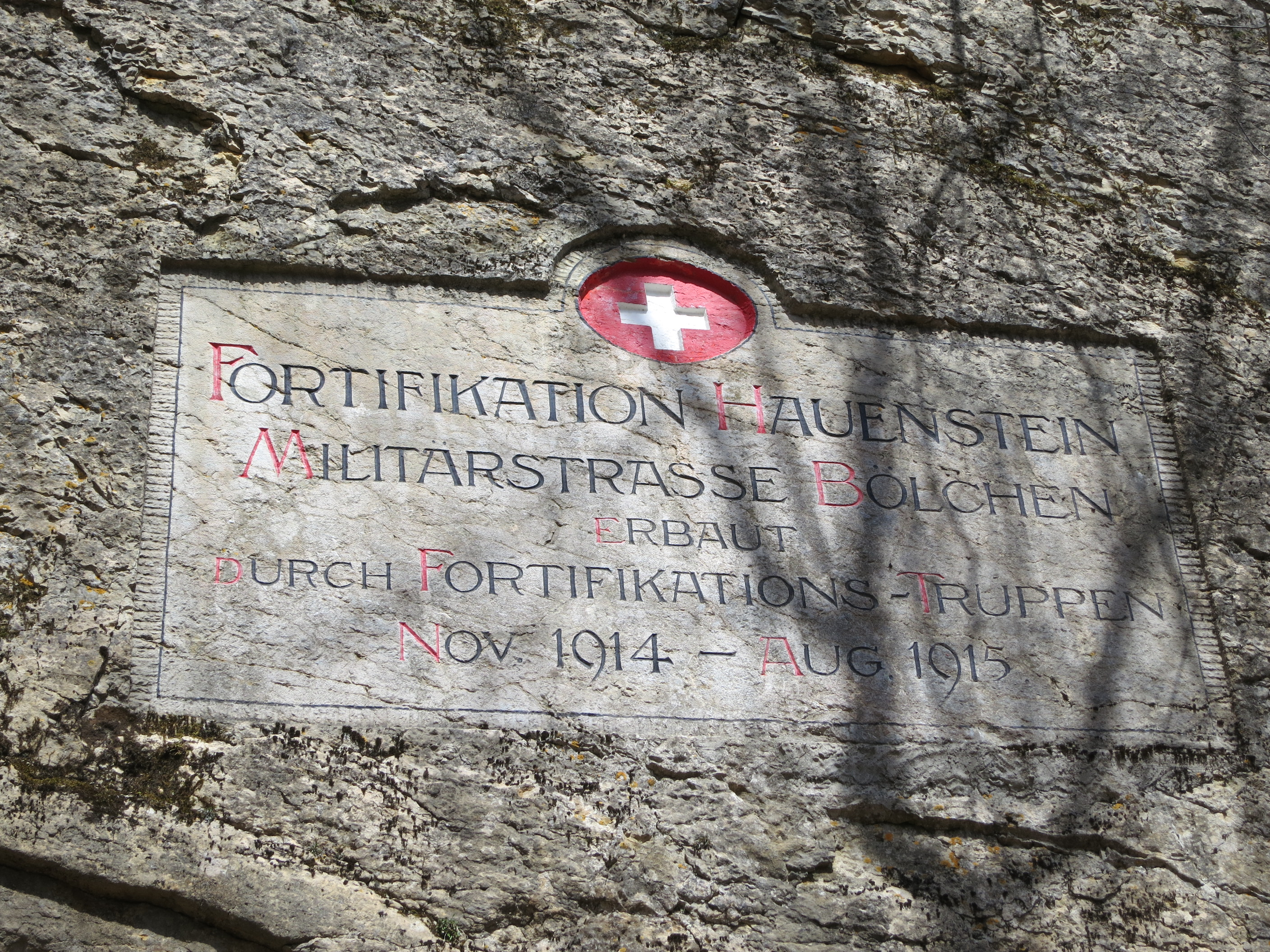
Fortifikation Hauenstein: Militärstrasse zur Belchenflue, 1914–1915 erbaut

## Lage
Die Grenzbefestigungen befanden sich entlang der Schweizer Grenze an strategisch wichtigen Punkten und sind heute noch grösstenteils erhalten. Ihr Rückbau wäre mit hohen Kosten verbunden.

## Geschichte
Seit Jahrtausenden gab es auf dem Gebiet der Schweiz Grenzbefestigungen. Während die Helvetier reduitähnliche Höhenfestungen bevorzugten, bauten die Römer entlang des Rheins eine Grenzbefestigung (Limes) mit Wachtürmen und Kastellen (Kastell Arbon, Kastell Eschenz, Tössegg usw.). Die mittelalterlichen Stadtstaaten schützten sich mit Burgen und ca. 200 Stadtbefestigungen. Exponierte Grenzdörfer bauten Wehrkirchen (Wehrkirche St. Arbogast, Reformierte Kirche Weiach). Je mehr sich die Städte und eidgenössischen Stände (später Kantone) verbündeten, veränderte sich auch deren zu befestigende Aussengrenze. Bald nach dem Bund von 1291 begannen Schwyz und Unterwalden die Zugänge in ihre Täler mit Letzinen zu sichern. Die erhöhte Feuerkraft der Artillerie im 16. Jahrhundert veranlasste Zug, Solothurn, Genf, Zürich und Basel sowie Schaffhausen (Munot) ihre Befestigungen zu verstärken. Die Bedrohung der Schweiz im Dreissigjährigen Krieg führten in Genf, Bern, Zürich und Solothurn zum Ausbau der Stadtbefestigungen mit Wällen und Bastionen. In den Grenzgebieten zur jeweils anderen Konfession legen die katholischen wie auch die reformierten Stände Festungen an, um die es in den Villmergerkriegen teilweise zu Kämpfen kommt.

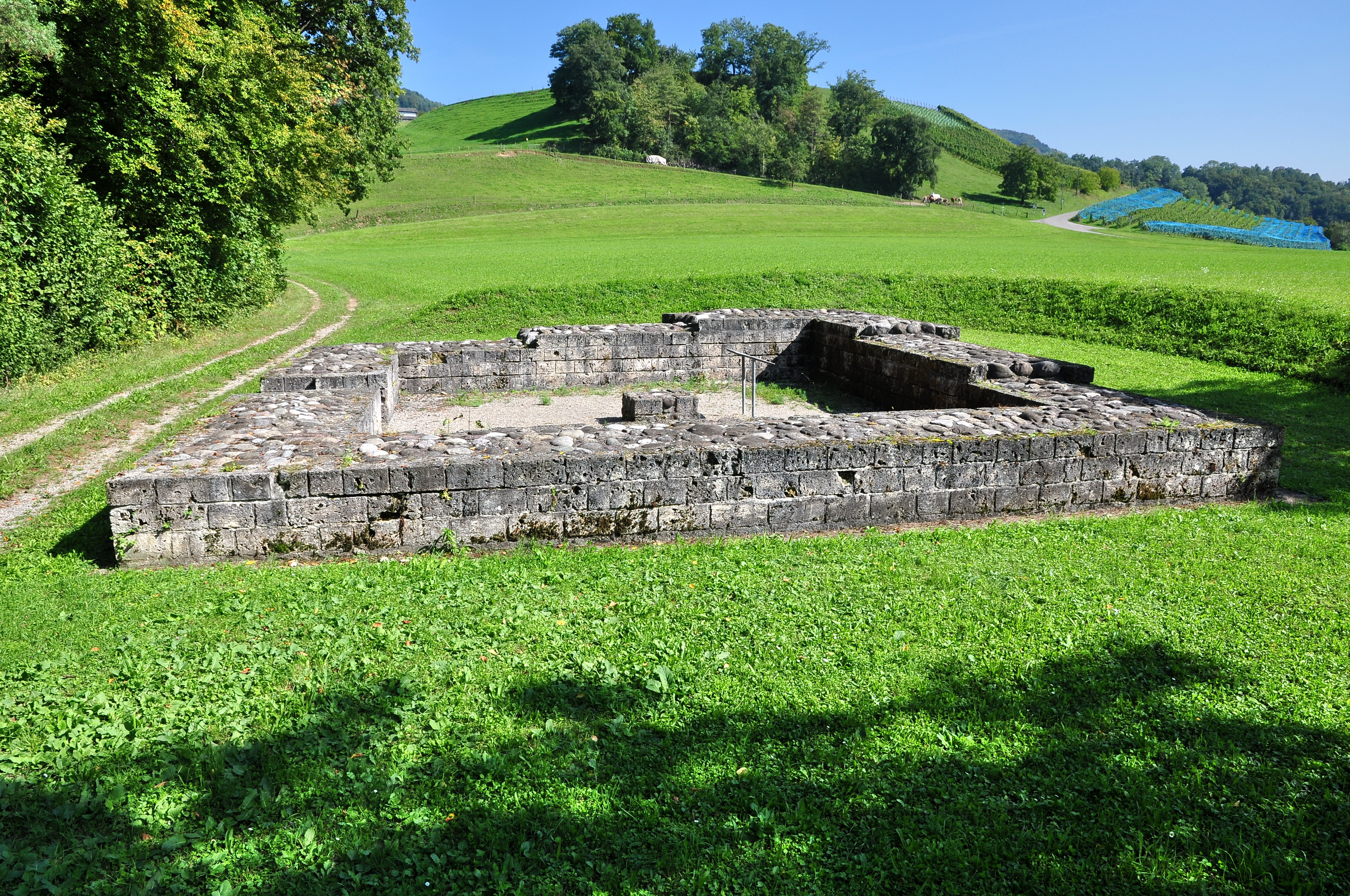
Teil der spätrömischen Rheinbefestigung bei der Tössegg
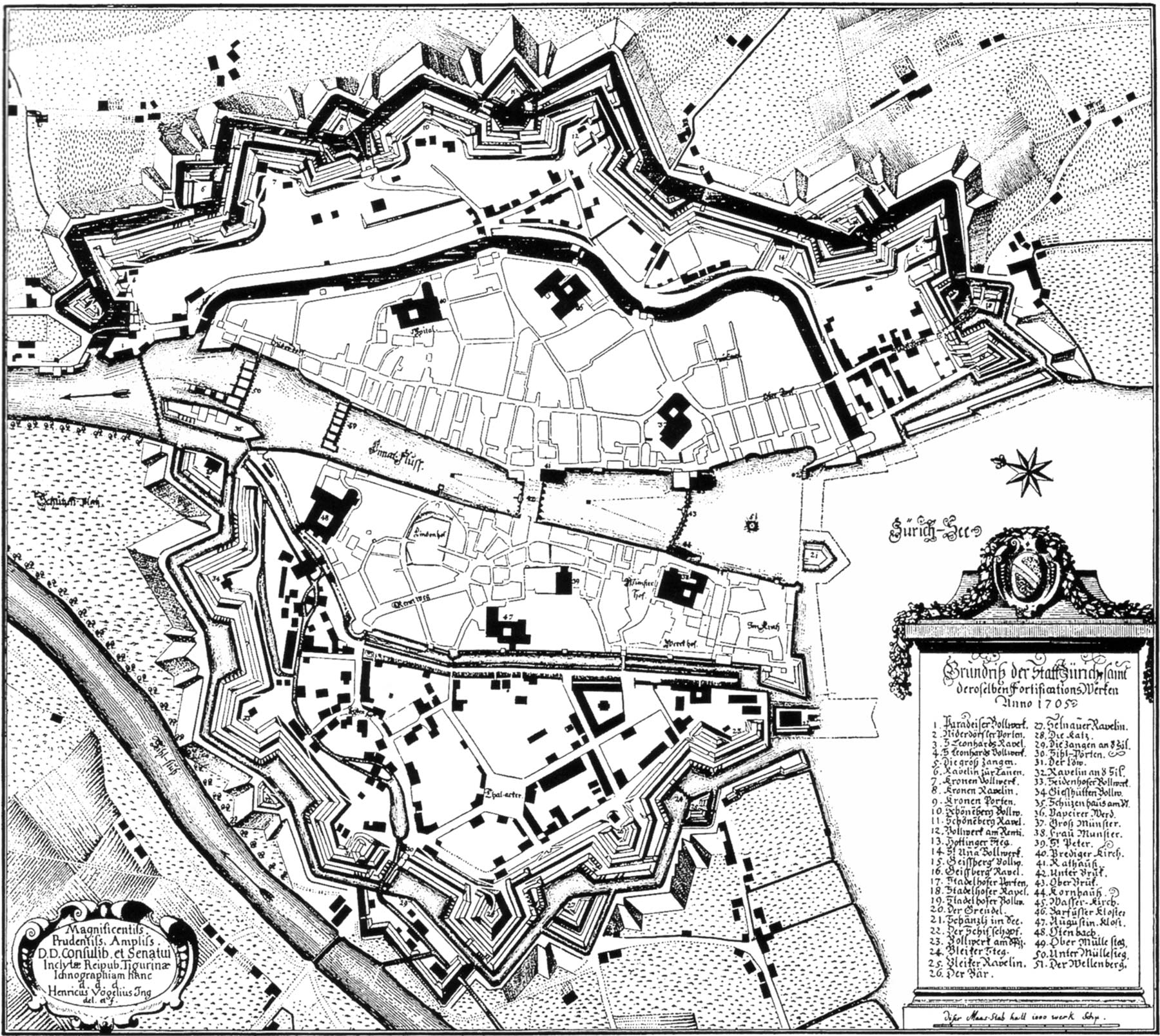
Befestigungen der Stadt Zürich im 17. Jh.
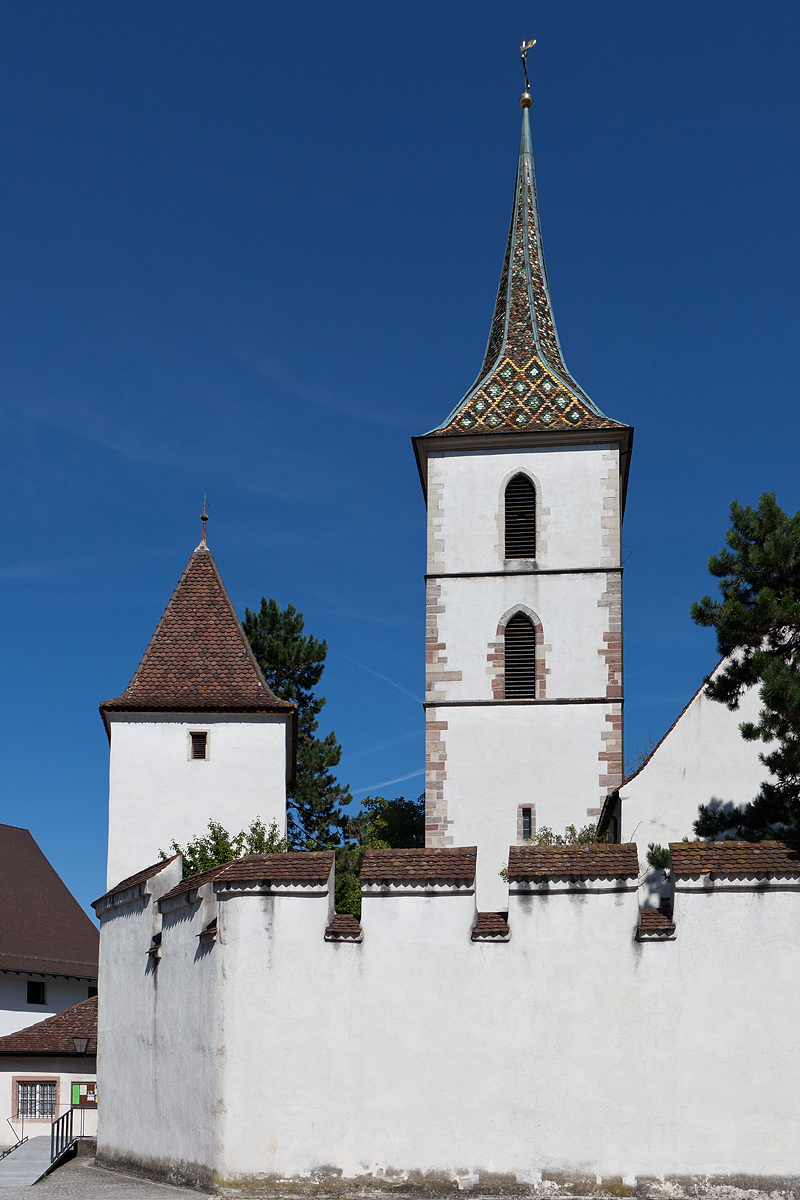
Wehrkirche St. Arbogast, Muttenz
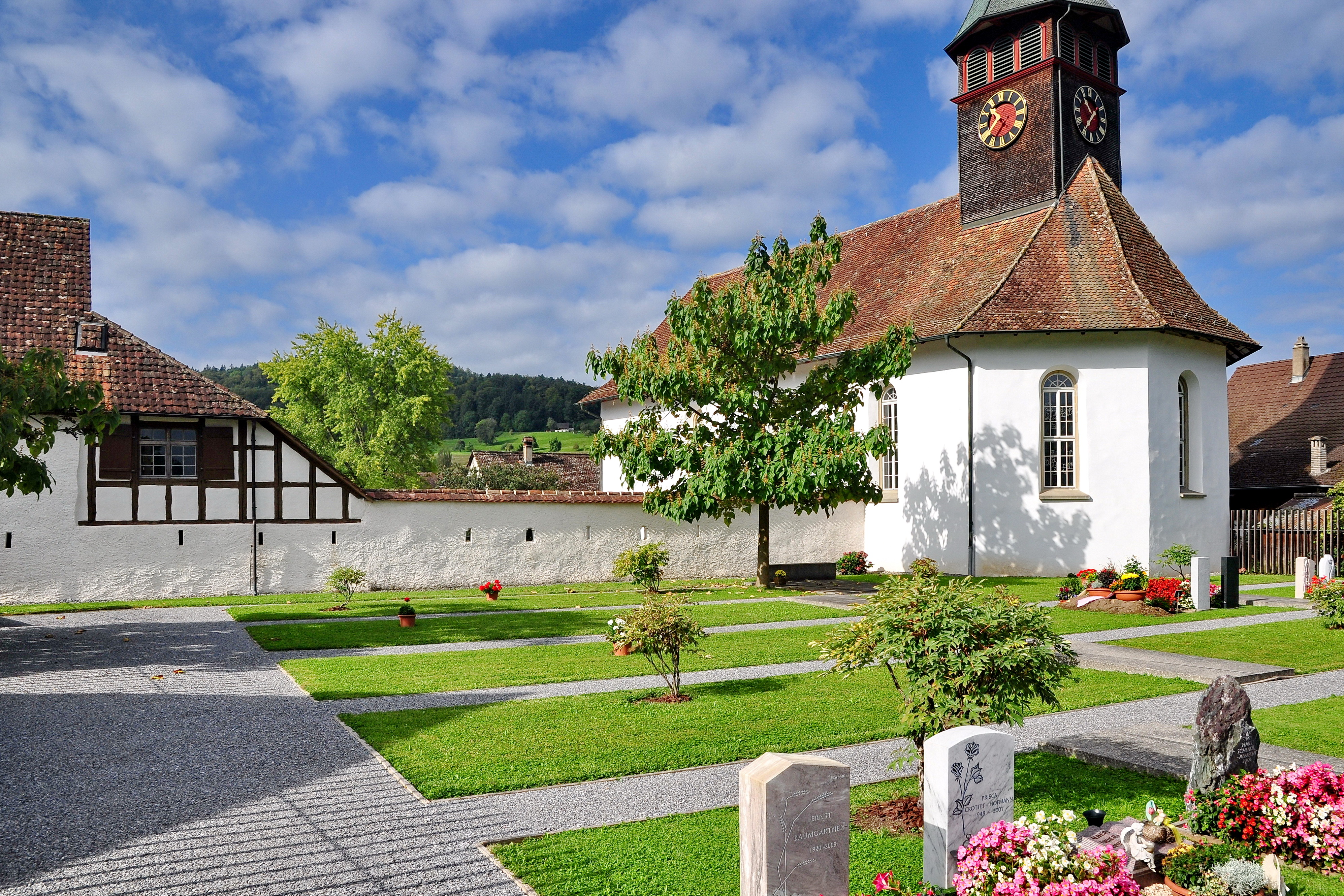
Wehrkirche Weiach

Im 19. Jahrhundert tauchte die Idee einer gestaffelten Grenzverteidigung auf. Die Grenzbefestigungen wurden mit zusätzlichen Festungen im Hinterland verstärkt, um Zeit für das Eintreffen eidgenössischer Verstärkung zu gewinnen. 1831 entstanden die Festungen bei Aarburg, auf dem Luziensteig und eine Talsperre bei Saint-Maurice. 1853–54 liess der junge Bundesstaat Schweiz südlich von Bellinzona den Bau eines Teilstücks der vom Sonderbundsgeneral Guillaume-Henri Dufour entworfenen Befestigungslinie bauen, die Fortini della Fame. Im Deutsch-Französischen Krieg besetzte die Schweizer Armee unter General Hans Herzog die Grenze. Nach über 20 Jahren, in denen keine grösseren Befestigungen errichtet wurden, führte die Eröffnung des strategisch wichtigen Gotthardtunnels (1882) und das Entstehen der beiden Nationalstaaten Italien und Deutschland (1871) zwischen 1885 und 1902 zu einer Befestigung des Gotthardgebiets (Fort Hospiz, Forte Airolo, Festung Motto Bartola, Fort Stöckli, Fort Bühl, Fort Bäzberg). Wenig später begannen 1892 Befestigungsarbeiten bei St-Maurice, in der Folgezeit auch am Simplon und bei Bellinzona.

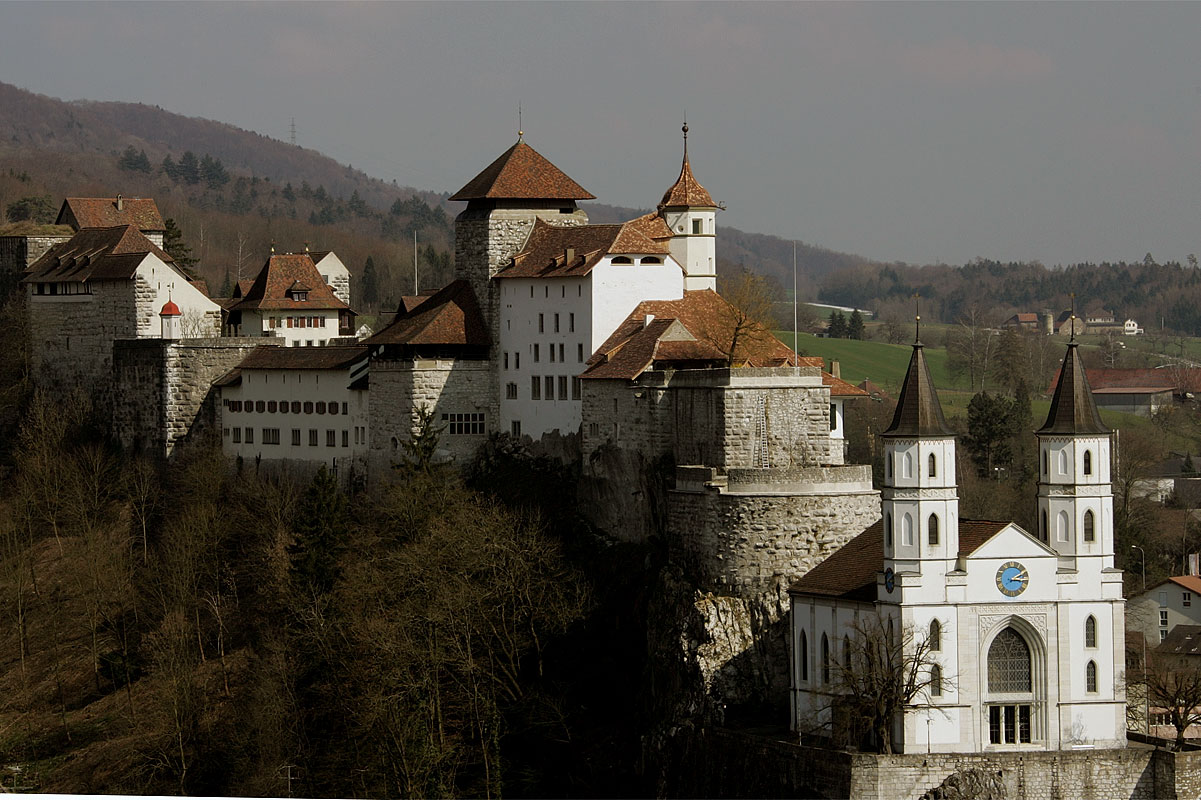
Festung Aarburg
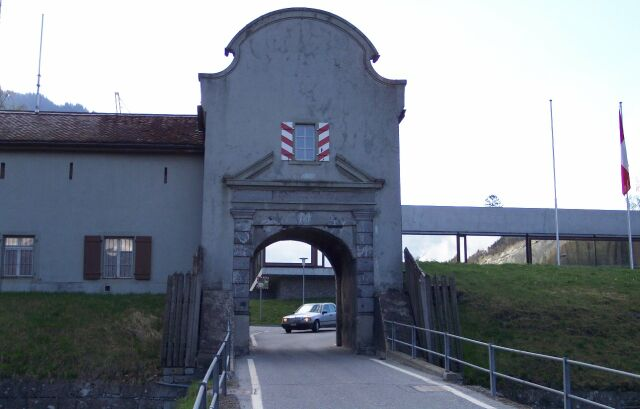
Festung St. Luzisteig
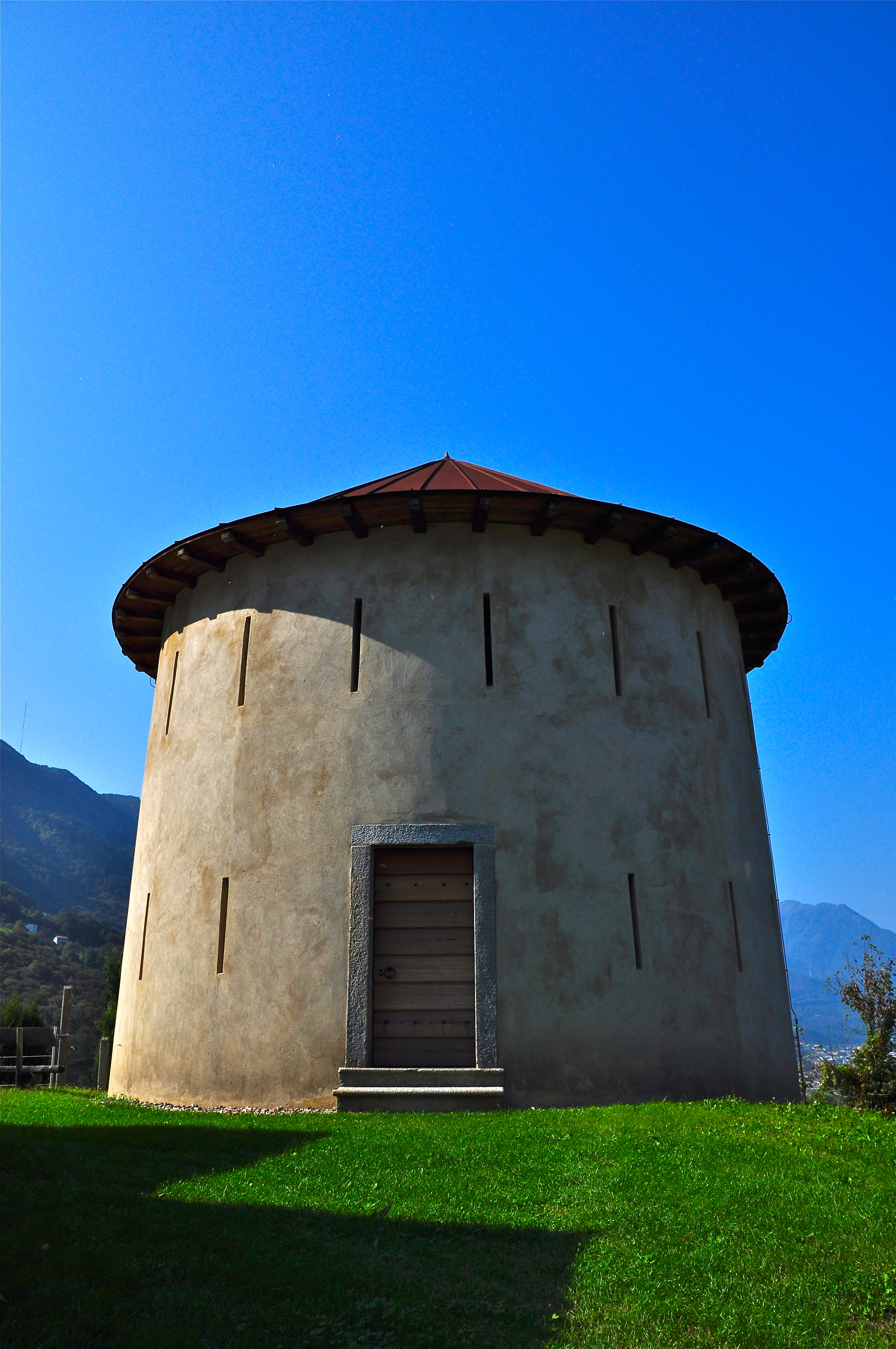
Fortini della Fame bei Camorino
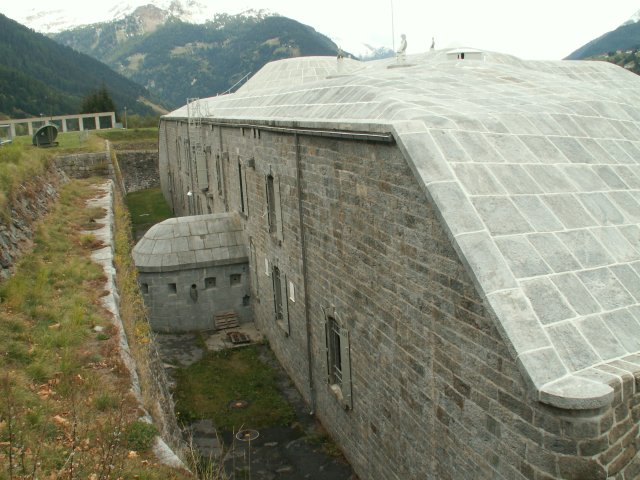
Forte Airolo 1886–1890

### Erster Weltkrieg
Nach dem Ausbruch des Ersten Weltkriegs baute die Schweizer Armee überall in den Grenzgebieten Feldbefestigungen. Im Tessin entstand eine geschlossene Abwehrstellung (Südtessin, San-Jorio-Pass). Auf den Jurahöhen im Raum Olten (Fortifikation Hauenstein) und in der Gegend von Murten (Fortifikation Murten / Sperre auf der Achse Bielersee–Murtensee–Saane) wurden Festungssysteme gebaut und die Grenzen besetzt um allfällige Neutralitätsverletzungen durch Deutschland und Frankreich zu verhindern. 1915, nachdem Italien auf die Seite der Alliierten gewechselt war, wurden Befestigungen am Umbrailpass angelegt.

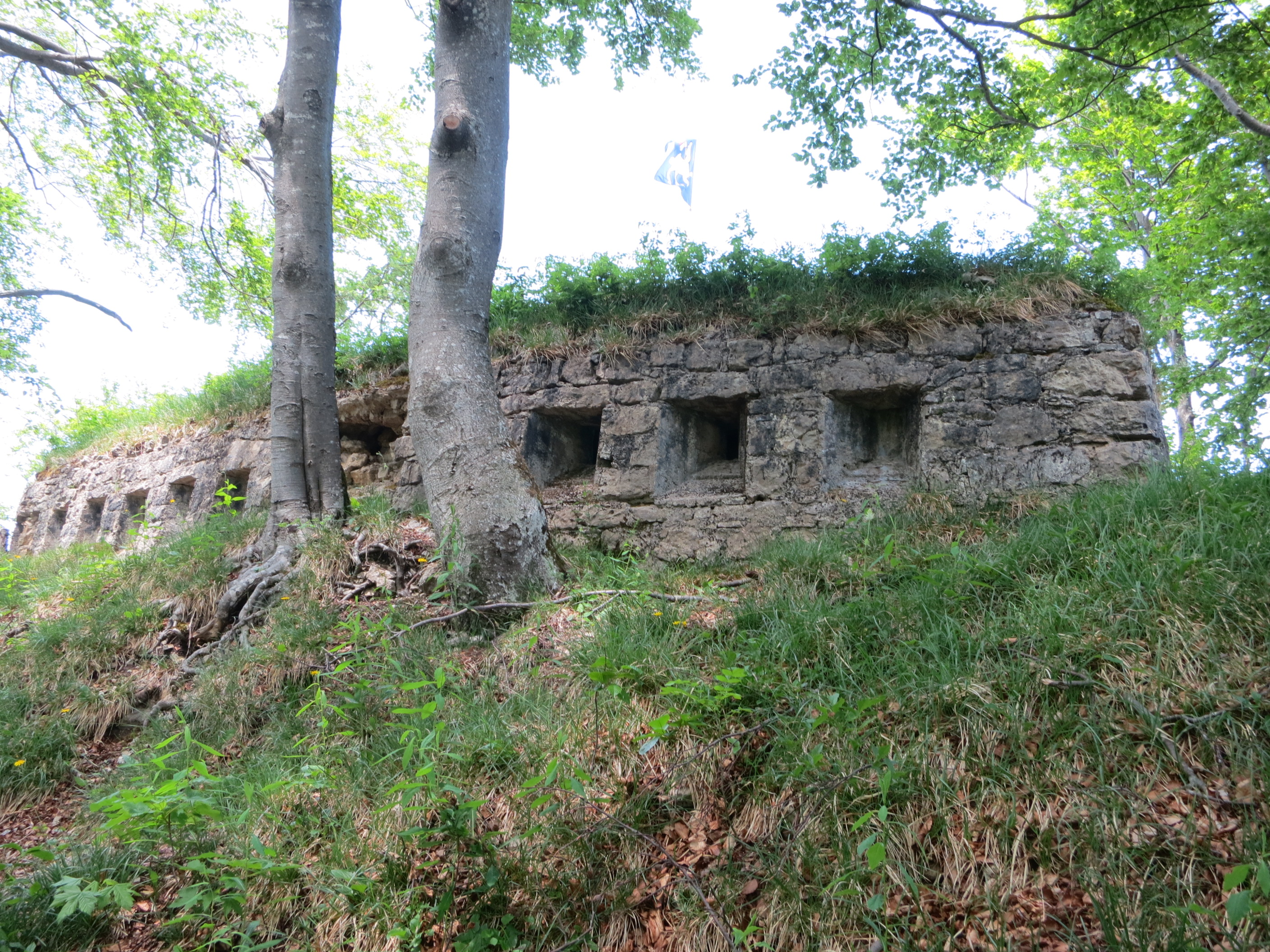
Fortifikation Hauenstein: Schützengalerie Lauchweid
Grenzbeobachtungsturm Laufenburg
Grenzposten auf Grenzstein 7, Umbrailgebiet
Beobachtungsturm an der Grenze, Allschwil-Neuwiller
Beobachtungsposten an der Südgrenze, Splügengebiet
Beobachtungsposten mit Blick auf italienisches Gebiet, Simplongebiet

### Zweiter Weltkrieg

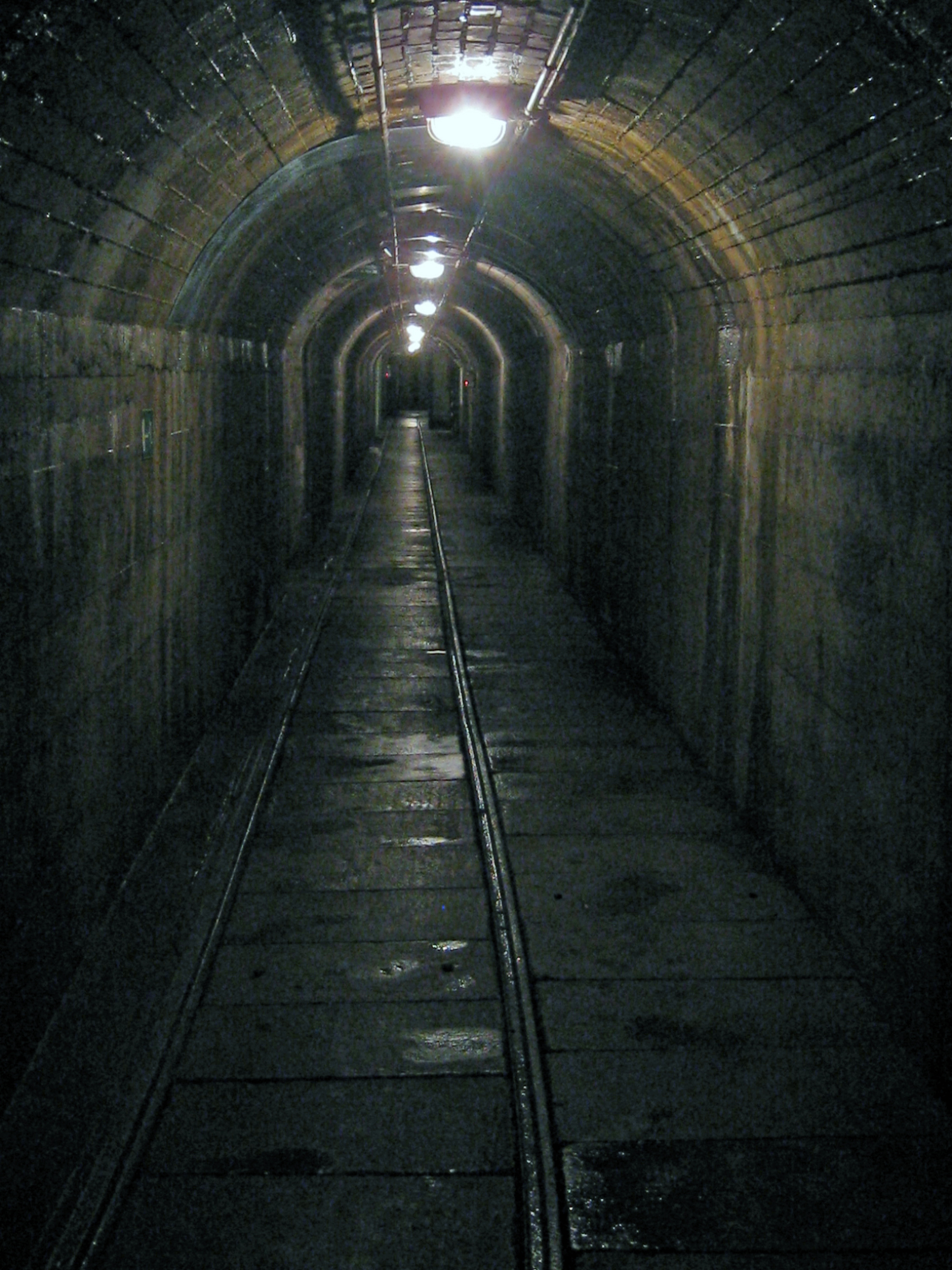
Stollen im Artilleriewerk Reuenthal

In der Zwischenkriegszeit war das Büro für Befestigungsbauten aufgelöst worden, weil die Bedeutung der Befestigungen nach den Erfahrungen des Ersten Weltkrieges relativiert wurde. Der Bau der Maginotlinie durch Frankreich führte zu einem Umdenken.
Kurz vor dem Zweiten Weltkrieg entstanden an verschiedenen wichtigen Punkten Festungen im Schweizer Grenzgebiet (Vallorbe, am Rhein). Unmittelbar an der Grenze wurden die Artilleriewerke Festung Ebersberg (Kanton Zürich), Festung Reuenthal (Kanton Aargau), Festung Heldsberg (Kanton St. Gallen) und Geissberg (Aargau) gebaut. Neue Anlagen wurden in den im Festungsgebiet Gotthard, dem Festungsgebiet Saint-Maurice und dem Festungsgebiet Sargans erstellt.
Nach Beginn des Zweiten Weltkrieges baute die Truppe ausgedehnte Sperrwerke und Panzerhindernisse, denen man noch heute in der ganzen Schweiz begegnet. In den grossen Städten wie Basel (ab 28. August 1939 mit den Grenztruppen) und Zürich (ab November 1939 als Teil der Limmatstellung) wurde die Verteidigung durch die Stadtkommandos organisiert.
Die schwach besetzte Schweizer Westgrenze war für die Schweiz ein neutralitätspolitisches Problem, weil sie eine südliche Umgehung der Maginotlinie durch die deutsche Wehrmacht nicht hätte verhindern können. Deshalb schloss die Armeeführung unter General Guisan mit Frankreich ein geheimes Abkommen (Manöver H), das französischen Divisionen erlaubt hätte, in die Schweiz einzumarschieren und vorbereitete Abwehrstellungen auf dem Gempenplateau zu besetzen. Das Ende März 1940 umsetzungsbereite Abkommen war insofern neutralitätsrechtlich korrekt, weil kein Automatismus bestand und die französischen Truppen erst nach einem deutschen Angriff und einem bundesrätlichen Hilfsgesuch in Marsch gesetzt worden wären.
Unter dem Eindruck der Blitzkriege Deutschlands gegen Polen und gegen Frankreich wurde General Guisan bewusst, dass die Armee nicht flächendeckend über die ganze Schweiz, sondern nur schwerpunktmässig in einem begrenzten Gebiet erfolgreich kämpfen könne. Es wurde ein dreistufiges Konzept mit einer Verteidigung in der Grenzzone, einer ersten, vorgeschobenen Stellung im Mittelland (Limmatstellung, Raum Hauenstein, Jura, Jolimont, Mont Vully, Murten, Saane, Genfersee, Riviera) und einer Zentralraumstellung, dem Reduit entwickelt.
Mit dem Operationsbefehl Nr. 13 wurde dann die vorgeschobene Stellung als operative Stellung aufgegeben. Von der Grenze durchs Mittelland sollte nur noch ein Verzögerungskampf geführt werden; das Gros der Armee sollte sich im Ernstfall in das Reduit in den Alpen zurückziehen.

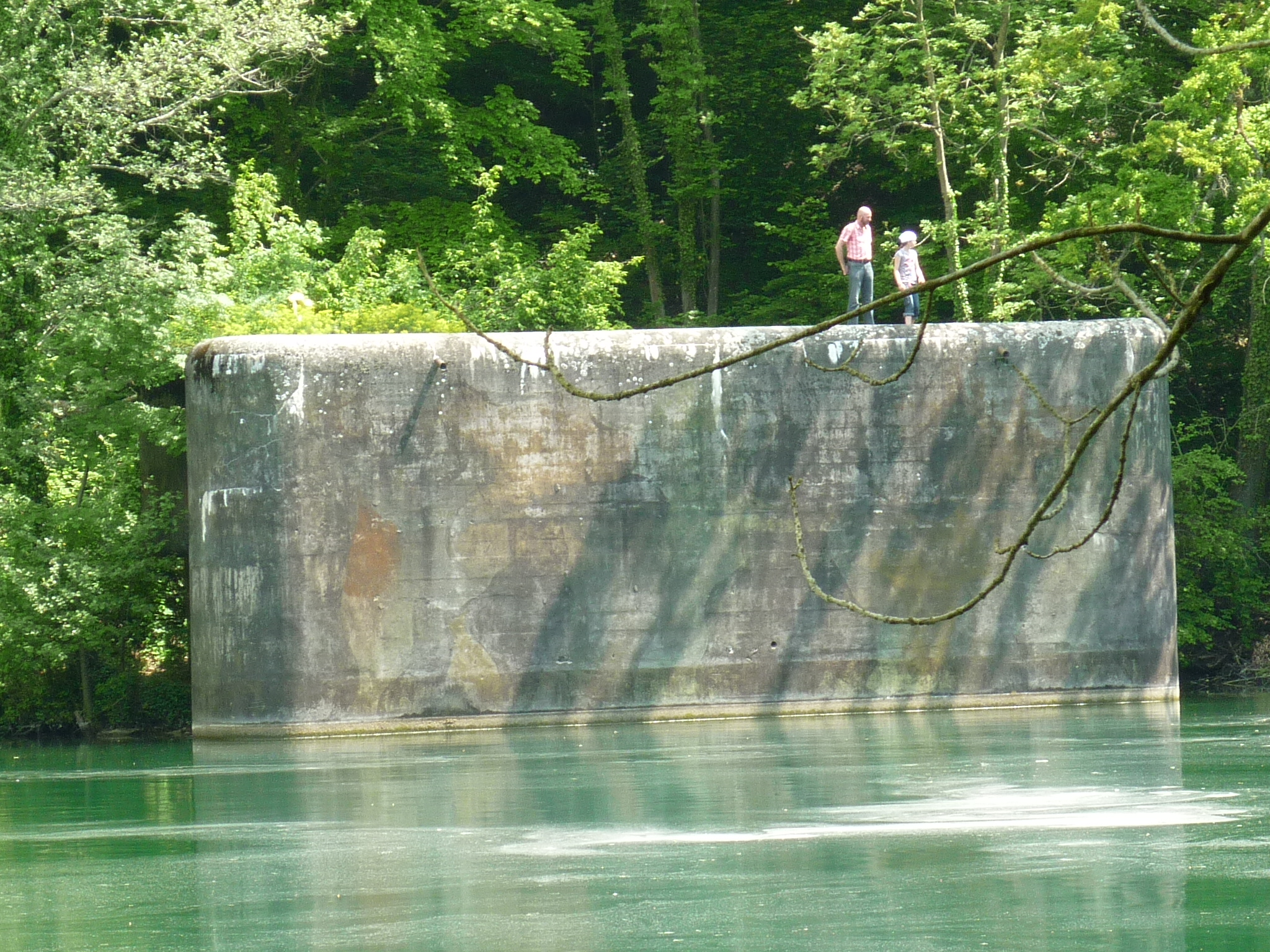
Bunker am Rheinufer: Die Sperrstelle Rheinau–Dachsen–Marthalen besteht aus 50 Objekten
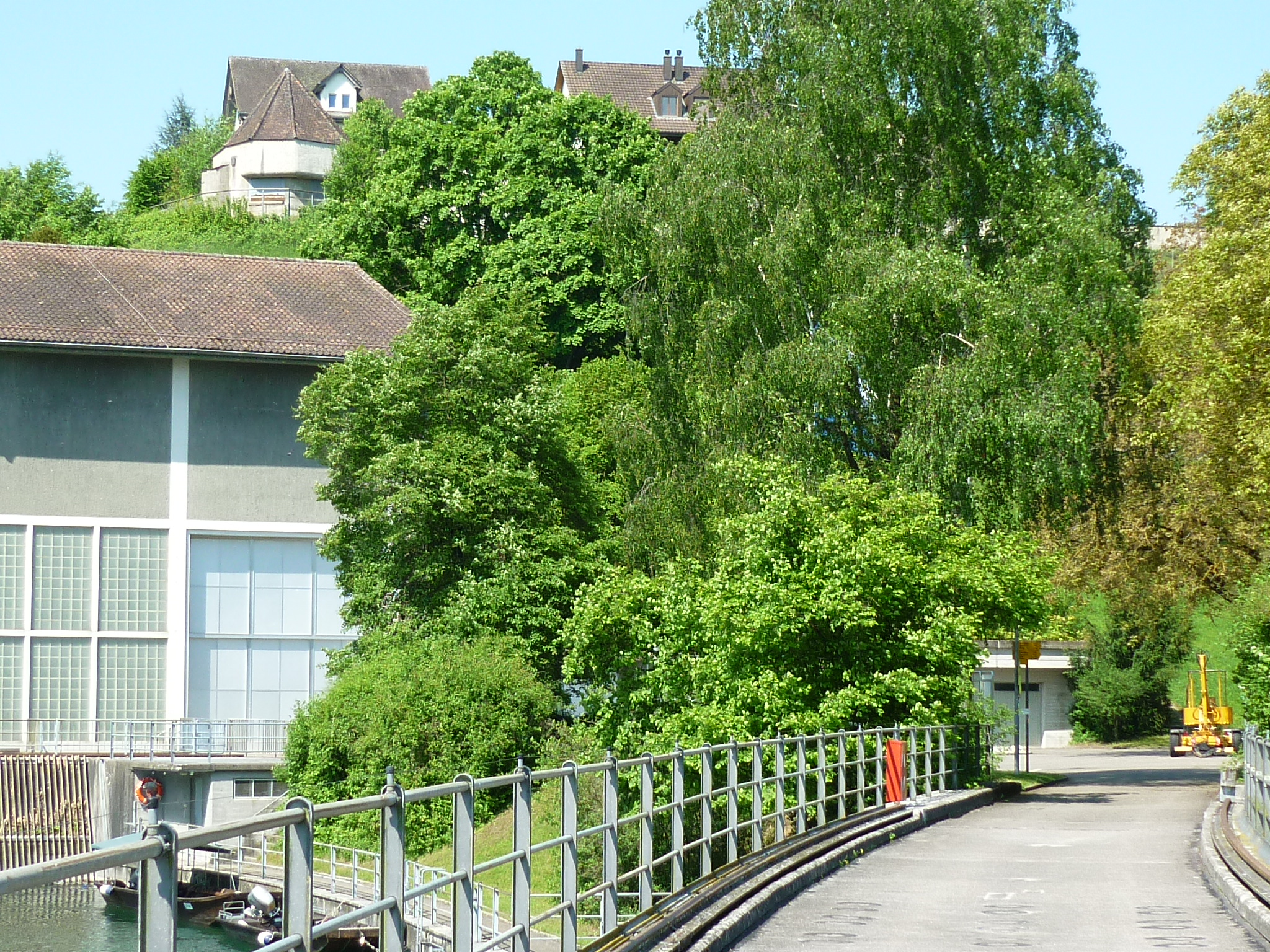
Infanteriebunker Räbhüsli von 1938 über dem EW Rheinau (oben links), 1955 mit Infanteriewerk ergänzt
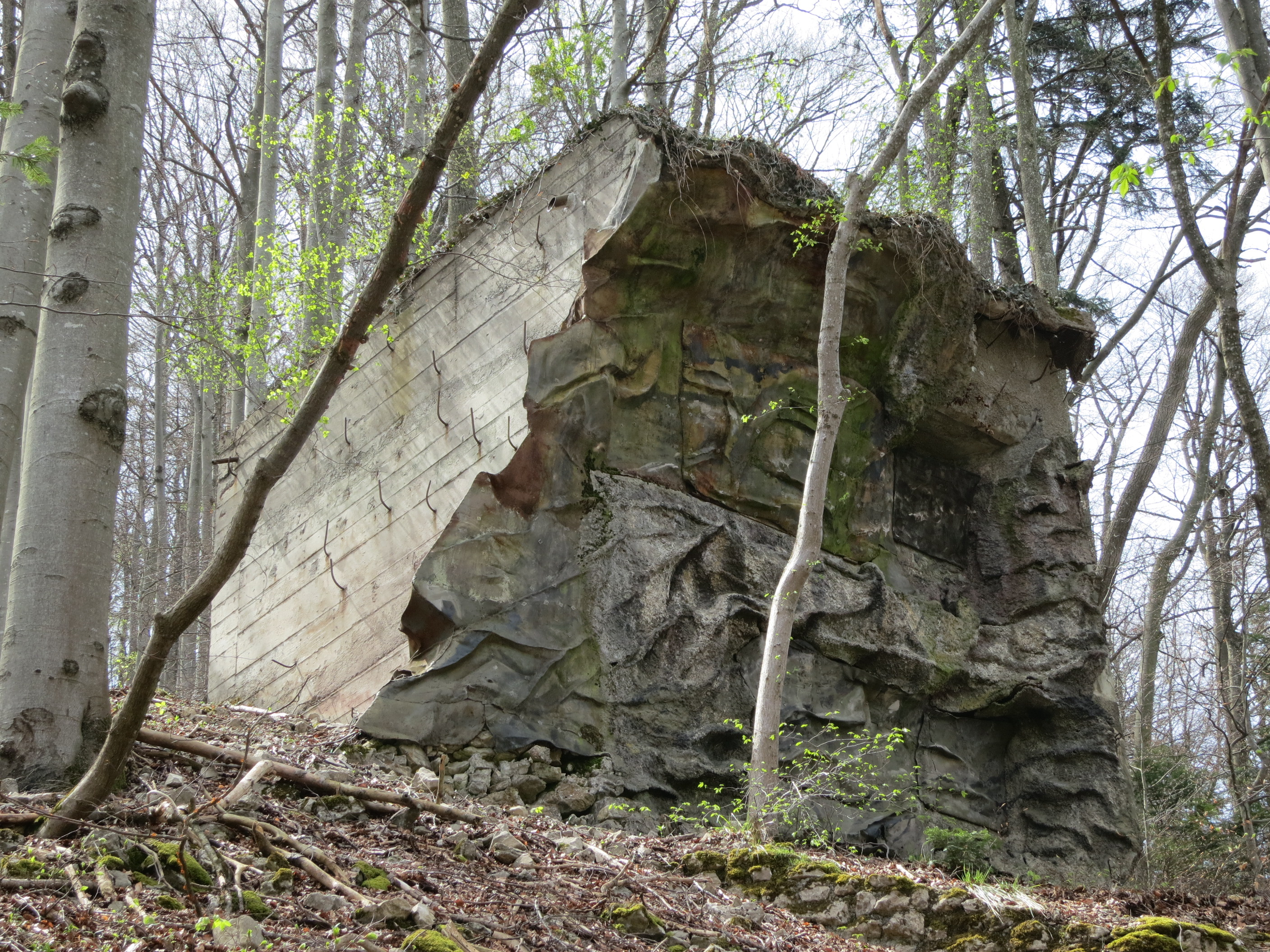
Hauenstein: Bunker Challhöchi
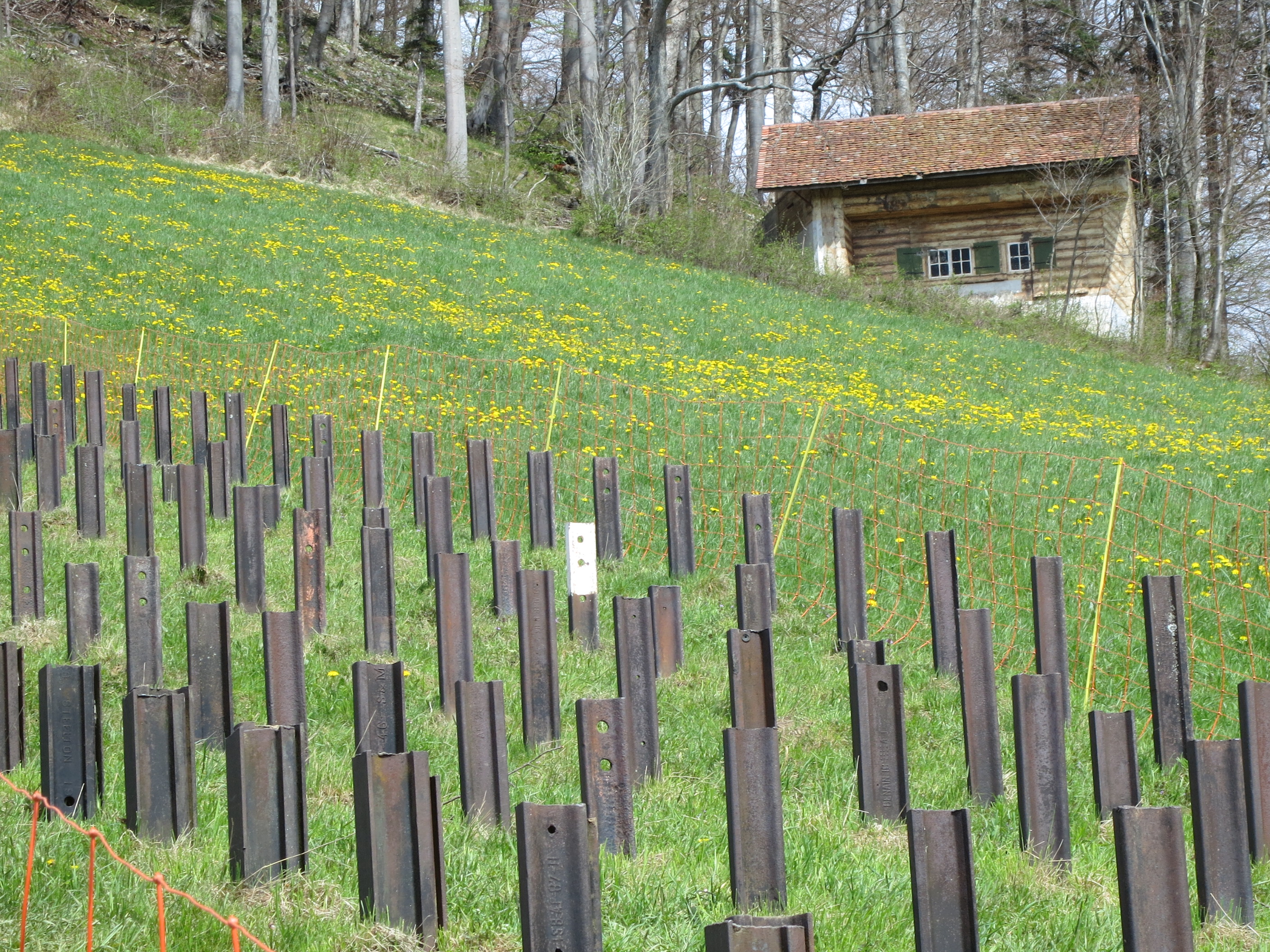
Hauenstein: Bunker Rüeblikeller von 1943
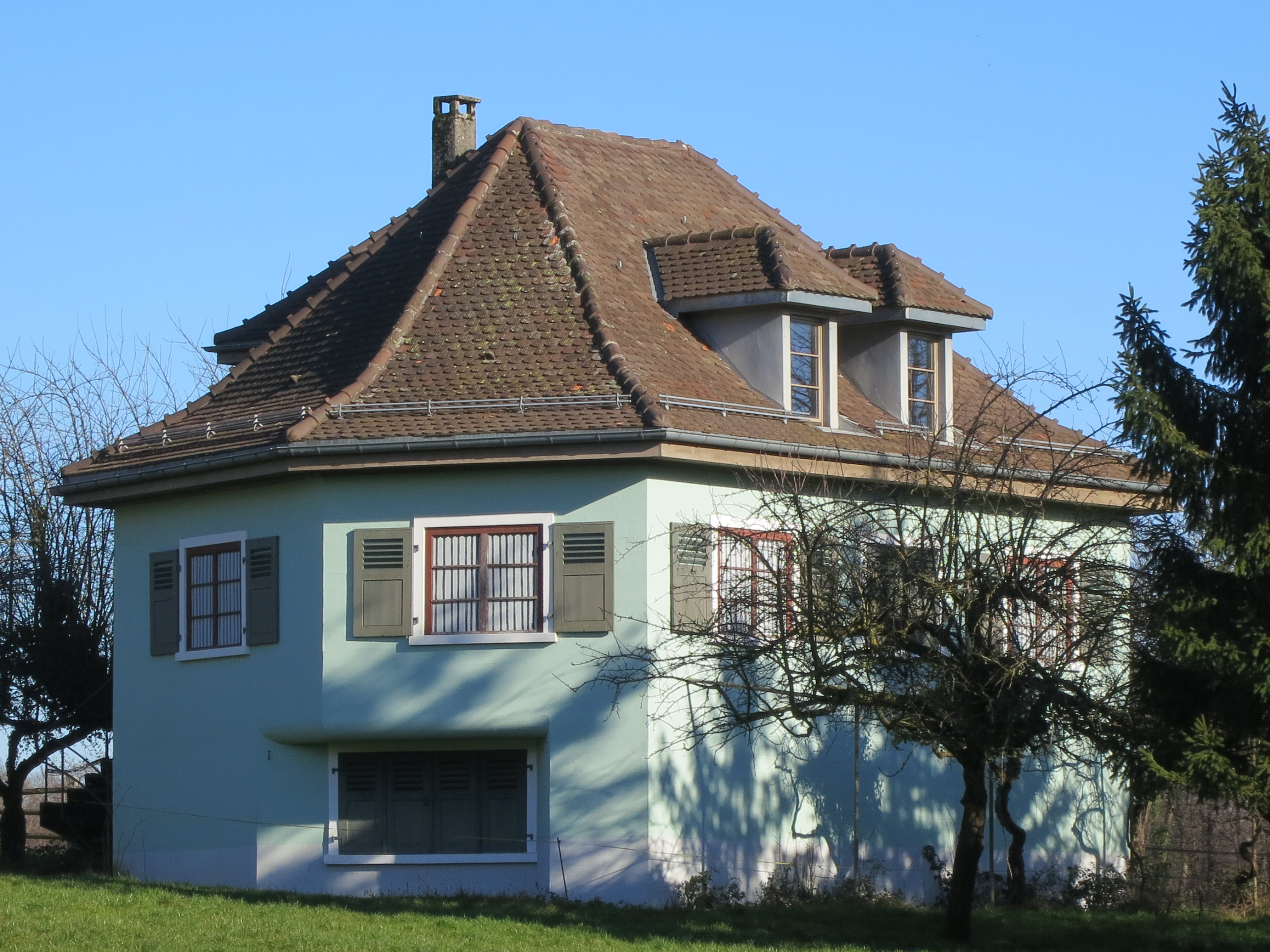
Promenthouse-Linie am Genfersee: Tobleroneweg
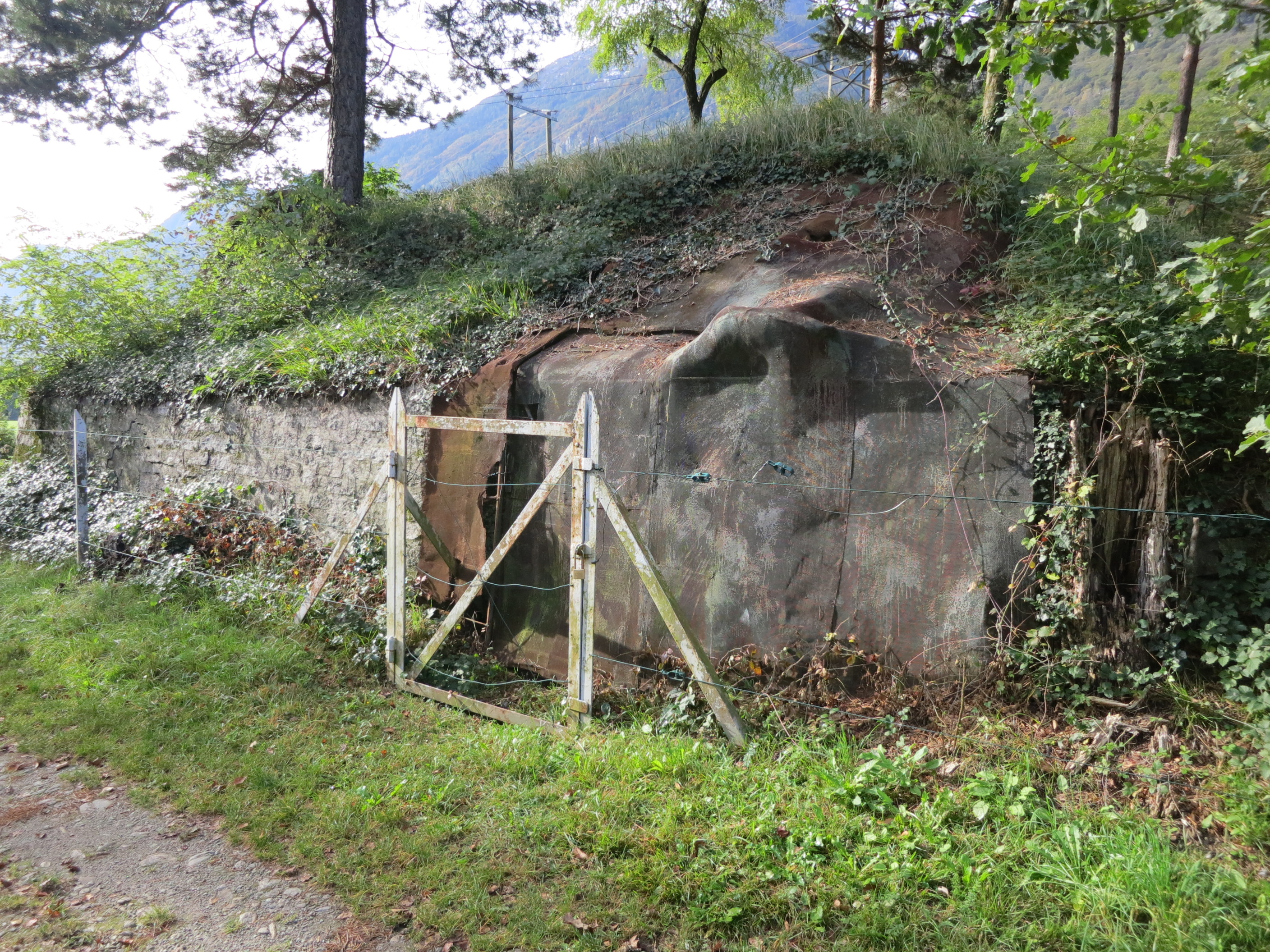
Artilleriewerk Iragna-Mairano

### Kalter Krieg
Nach dem Zweiten Weltkrieg wurden zahlreiche Panzerhindernisse, Feldbefestigungen und Truppenunterkünfte rückgebaut. Die Bedrohungsszenarien des Kalten Krieges führten zum Weiterausbau (Kampfwertsteigerung) der permanenten Anlagen. Wegen der Ungarnkrise von 1956 wurde im Winter 1956 die Kriegsbereitschaft der Festungswerke erstellt. Der steigenden Gefahr eines Atomkriegs durch das Wettrüsten zwischen den Atommächten begegnete man von 1955 bis 1962 mit dem Einbau von Atomfiltern in den Artilleriewerken.
In den 50er und 60er Jahren fand eine militärpolitische Debatte über die Reduktion der grossen Artilleriefestungen und den Ausbau der bewegliche Kampfführung (mobile défense) mit Flugzeugen und Panzern statt. Da die Beschaffung einer grösseren Anzahl Flugzeuge das Militärbudget gesprengt hätte, einigte man sich 1966 auf einen Kompromiss: Grenznahe Infanteriewerke wurden in Kommandoposten umgebaut, während die Innerschweizer Artilleriefestungen bis in die 1990er Jahre bestehen blieben.
Mit dem Ende des Kalten Kriegs 1989 wurde im Rahmen der Armeereform 95 auch ein Grossteil der Festungswerke aufgegeben. Zu diesem Zeitpunkt verfügten die Festungs-, Reduit- und Grenzbrigaden über 25.000 feste Anlagen für den Abwehr- und Verteidigungskampf.
Die Armeereform XXI brachte neben der Auflösung der Reduit- und Grenzbrigaden eine Verkleinerung der Festungseinheiten sowie eine massive Reduktion der permanenten Anlagen auf Übermittlungsanlagen, Kommandoposten, Truppenschutzunterkünfte, Sanitäts- und Logistik-Einrichtungen, dauerhafte Sprengobjekte, Festungsminenwerfer und Bisonbatterien.

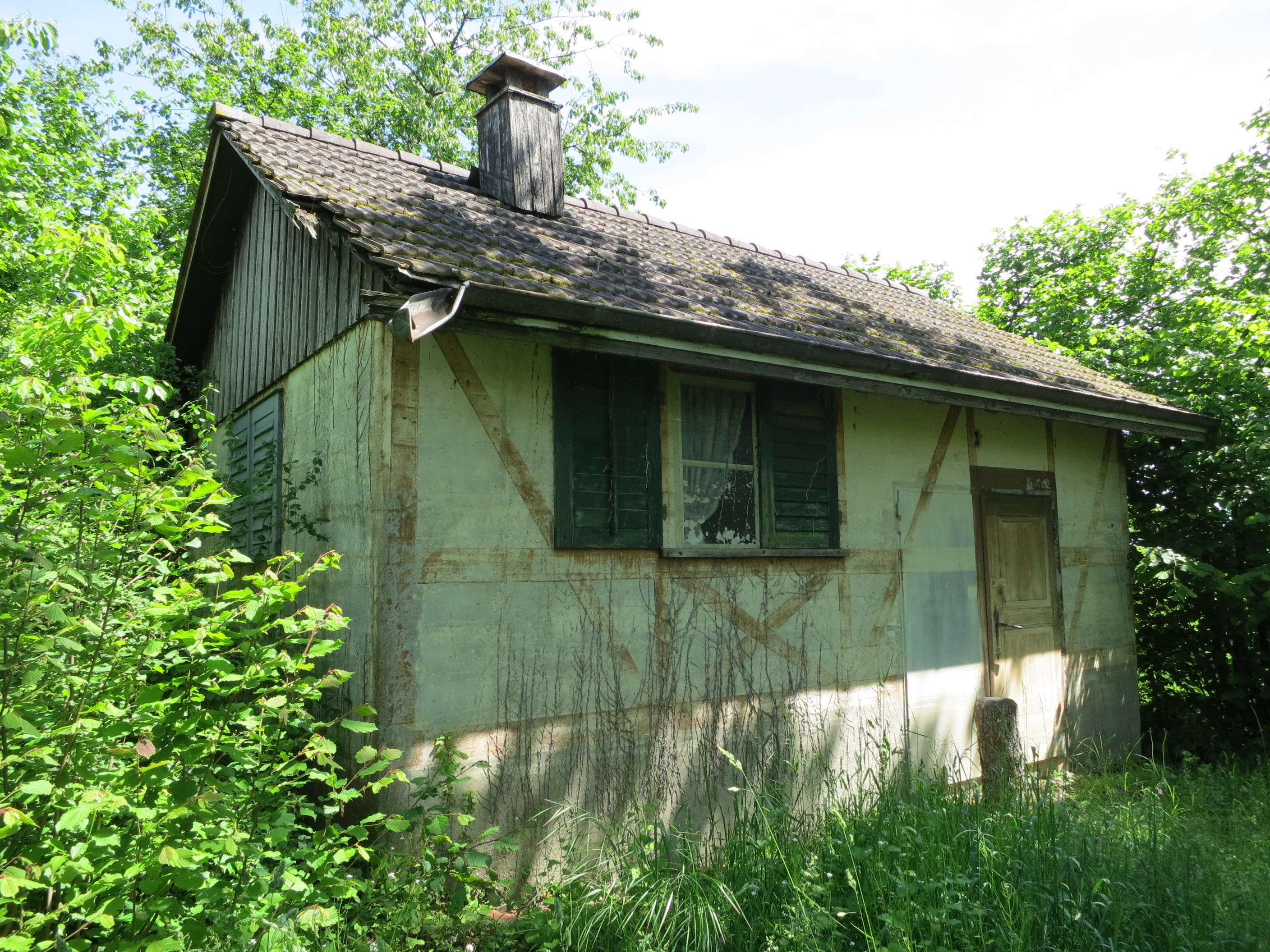
Vickers-Flab/Pak Bunker Roost 1951
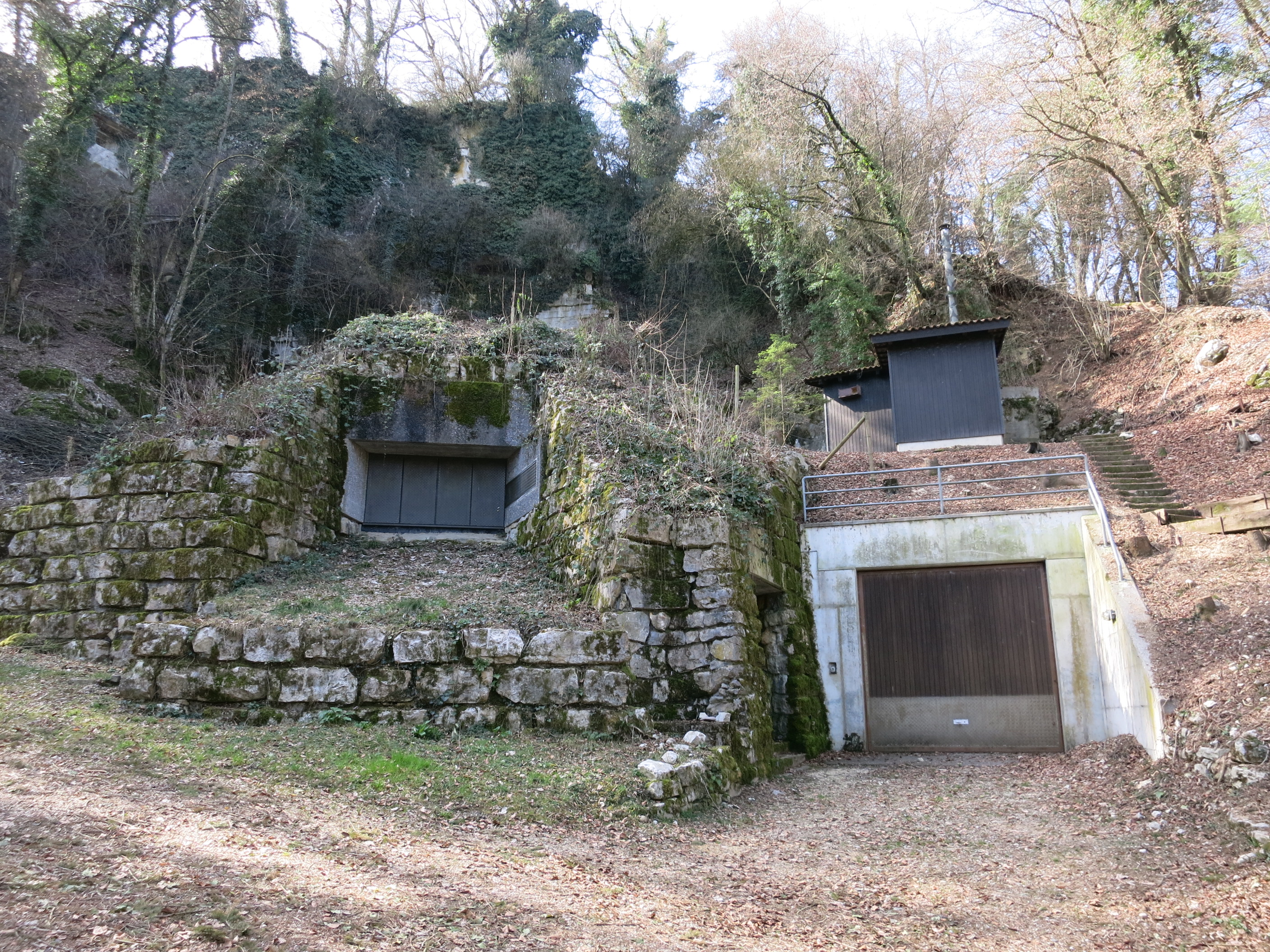
Artilleriewerk Rein mit Centi Bunker 1990
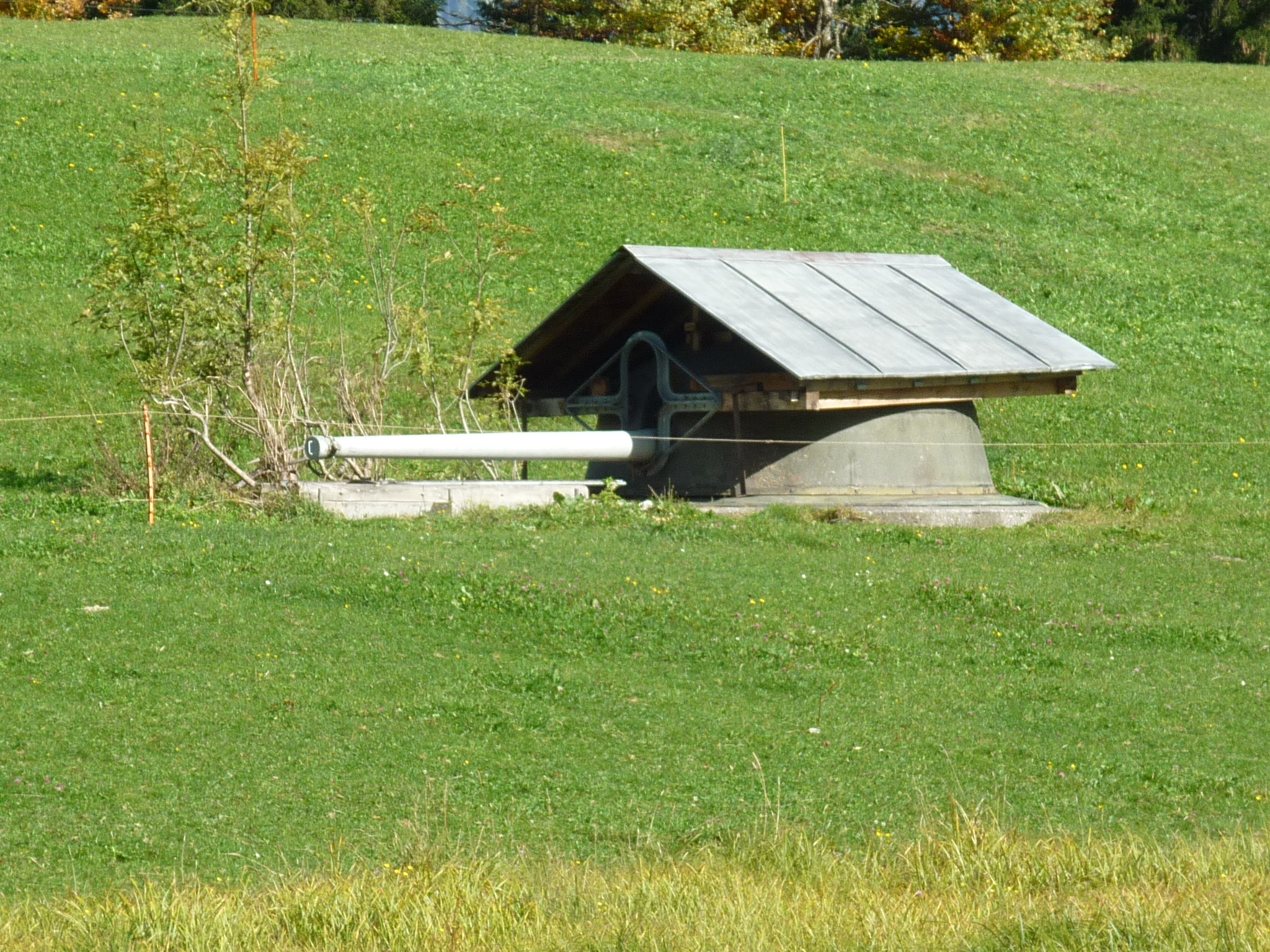
Festung Furggels: bis in die 1990er Jahre an neue Bedrohungsformen angepasst
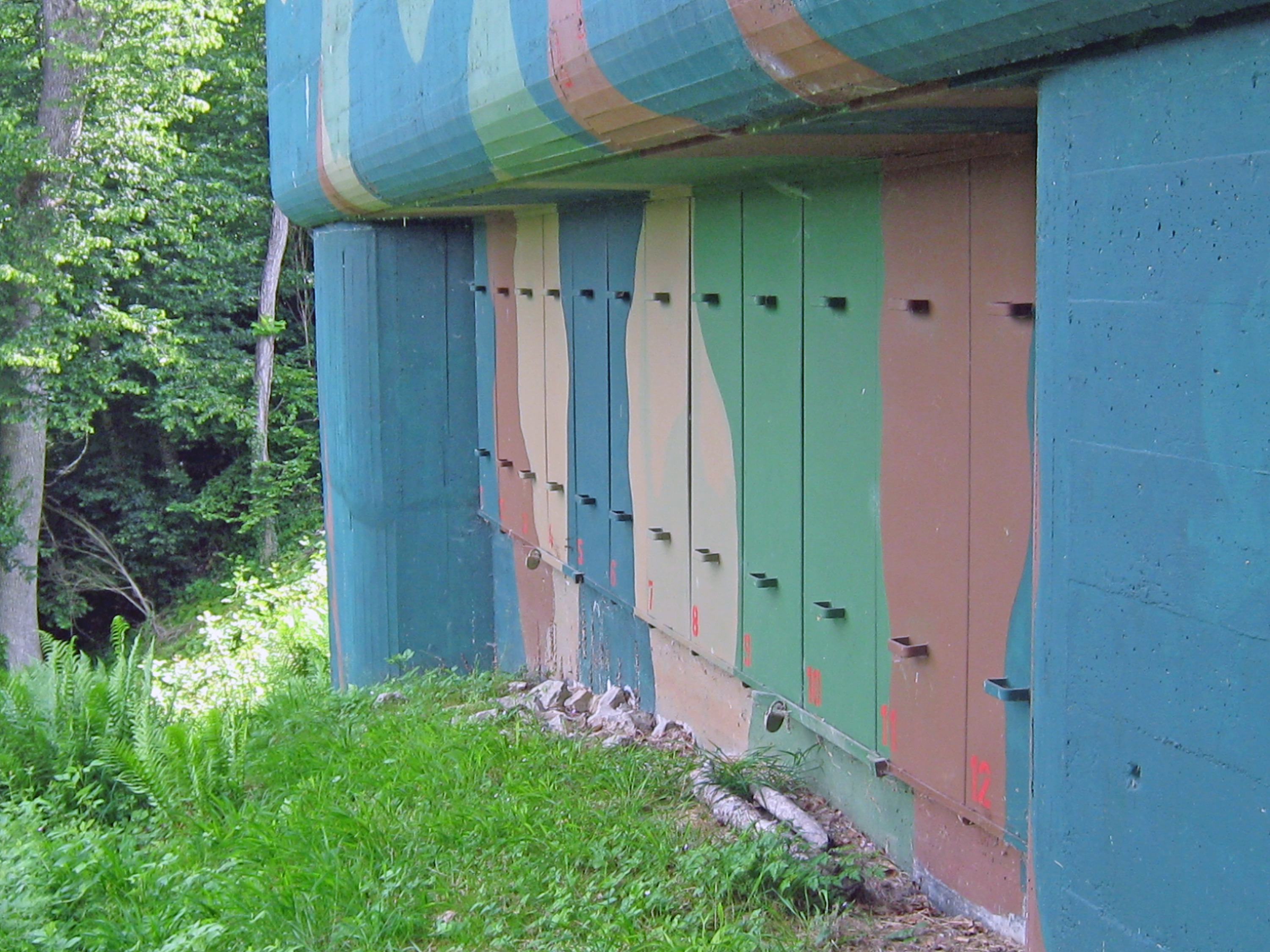
Infanteriewerk über dem Nordportal des Eisenbahntunnels Koblenz

## Festungsmuseen
Der Lauf der Geschichte bestätigte die Notwendigkeit von Grenzbefestigungen an allen Abschnitten der Schweizer Landesgrenze, um sich vor militärischer Aggression abzusichern und den Neutralitätsverpflichtungen (Haager Abkommen) glaubwürdig nachzukommen. Die Festungsbauten des 20. Jahrhunderts haben nur zu Übungszwecken geschossen und ein Krieg im eigenen Land blieb den Schweizern erspart.
Die Stilllegung der Festungswerke hat seit den 1980er Jahren zur Entstehung von weit über einem Dutzend Festungsmuseen in der Schweiz geführt. Neben der Sicherung militärhistorischer Bauten hat die Bevölkerung erstmals Gelegenheit, die bisher der Geheimhaltung unterstehenden Werke zu besichtigen und sich ein Bild über die Verteidigungsanstrengungen der damaligen Milizarmee und Bevölkerung zu machen, mit denen sie ihre Unabhängigkeit und Souveränität behaupten wollten.
Im Grenzraum (Landes- oder Reduitgrenze) befinden sich folgende Festungsmuseen: Full-Reuenthal, Ebersberg, Heldsberg, Grynau, Furggels, Villa Rose bei Gland am Tobleroneweg, Museum des Festungsgürtels Kreuzlingen in Bottighofen.

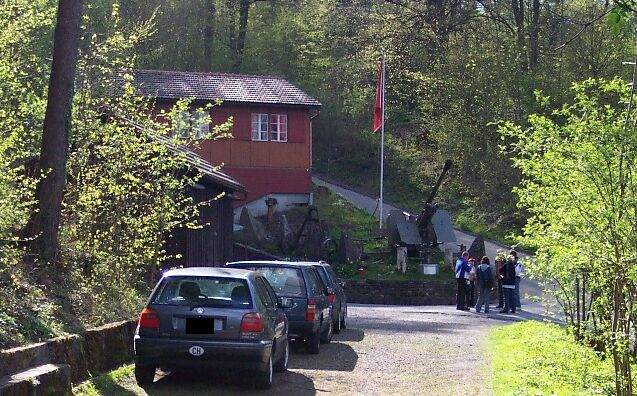
Festungsmuseum Heldsberg (Eingang) seit 1993
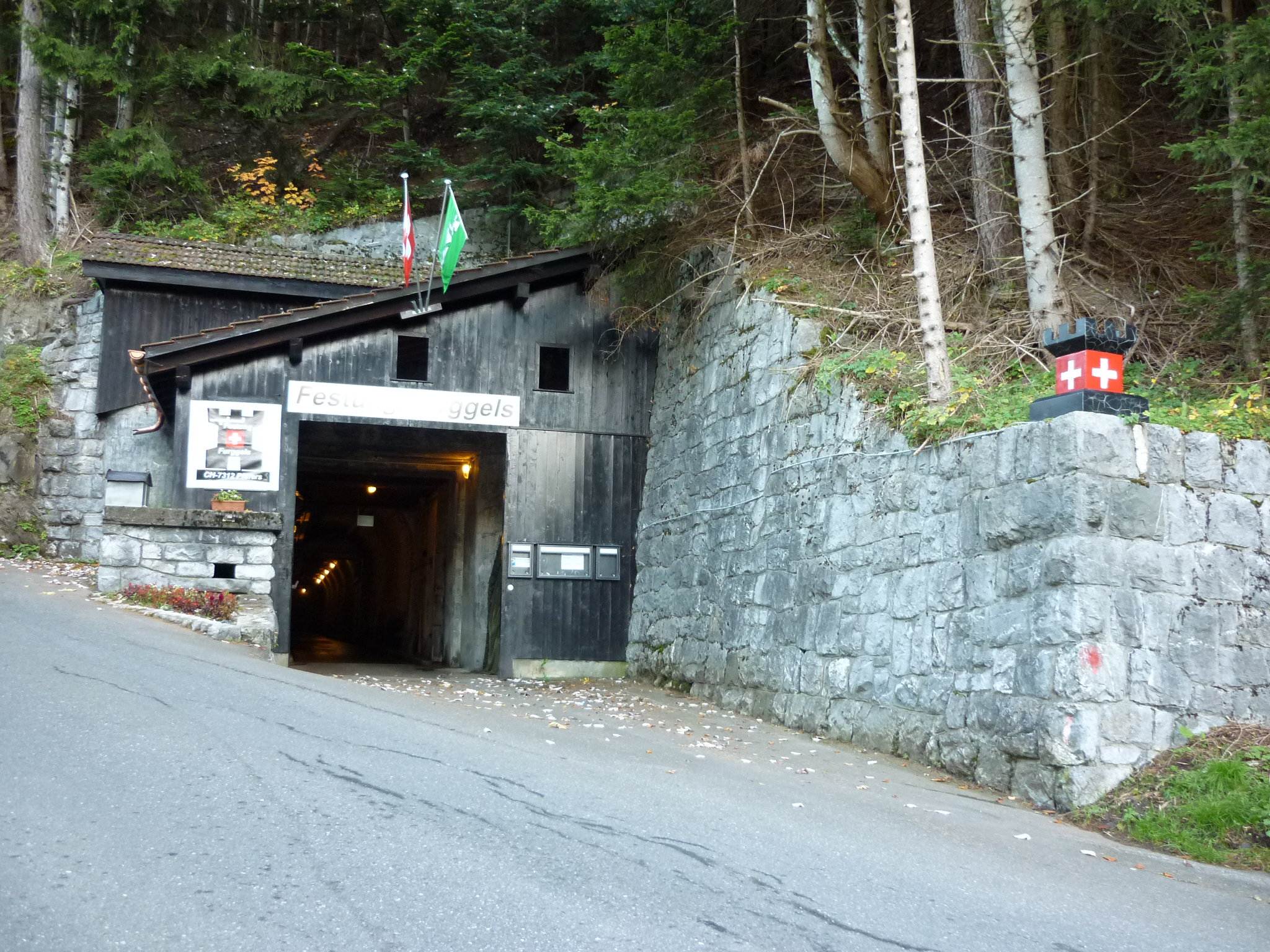
Festungsmuseum Furggels (Eingang) seit 2010
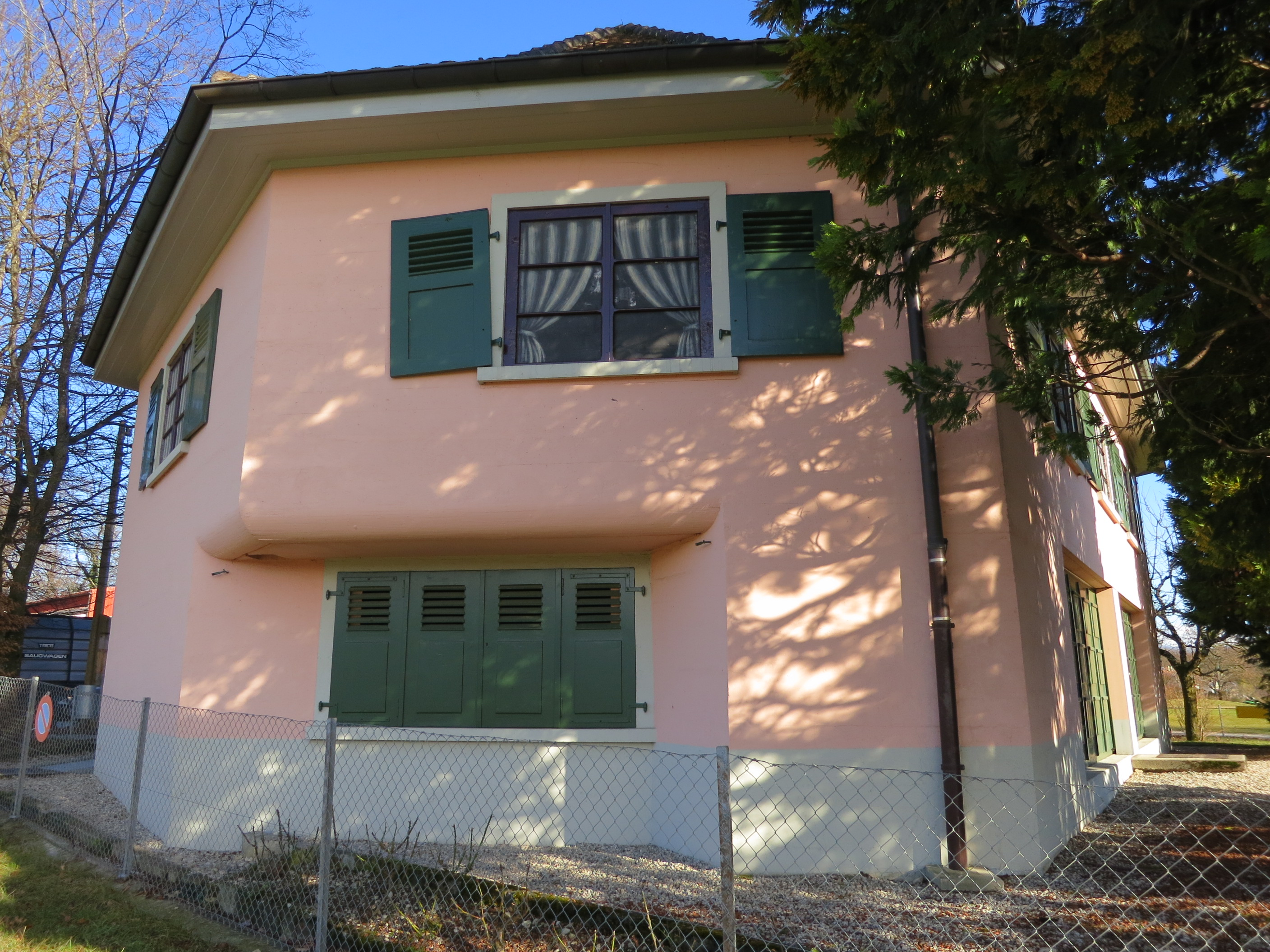
Villa Rose bei Gland am Tobleroneweg
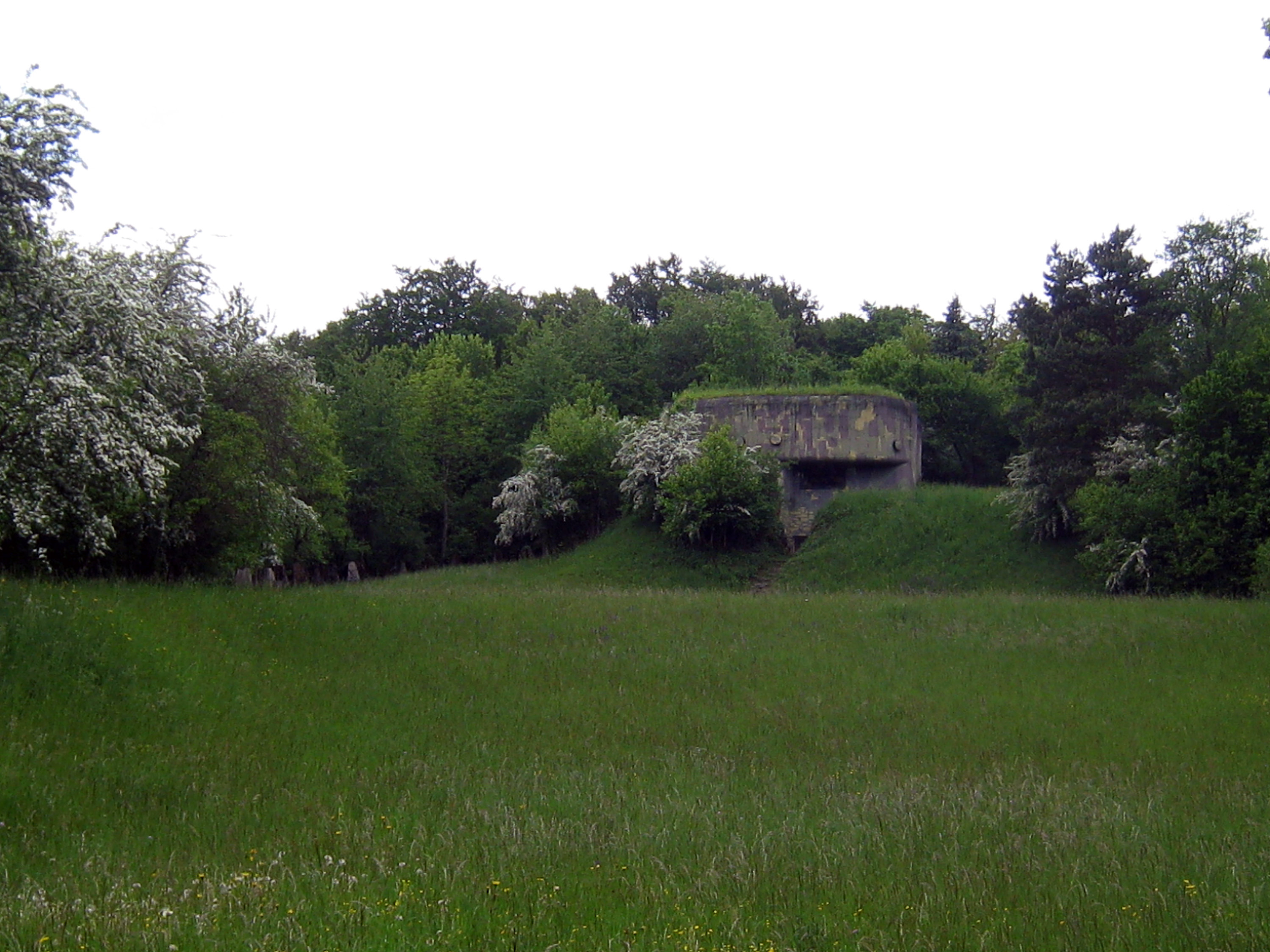
Beobachtungsbunker 1 der Festung Reuenthal
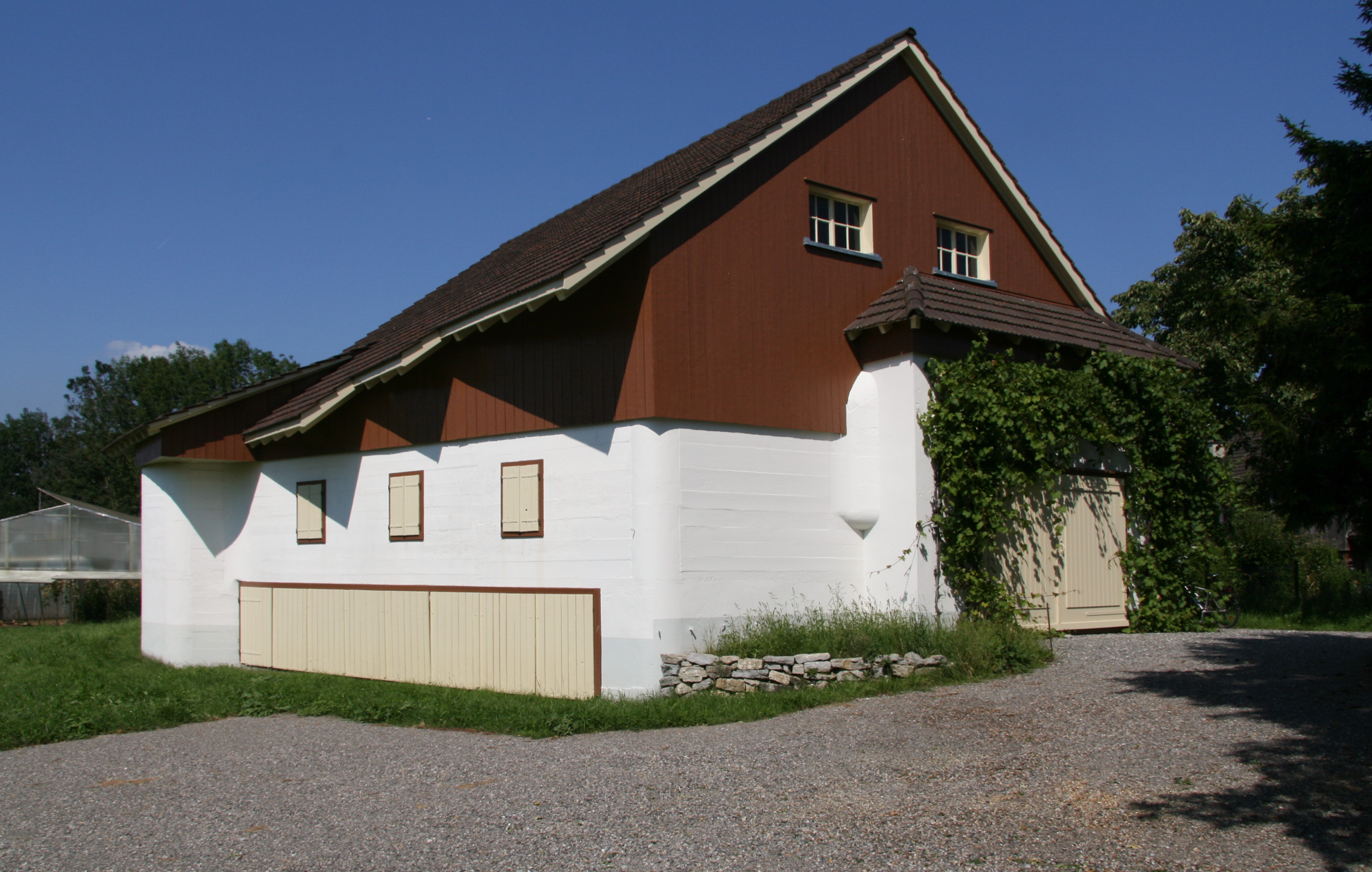
Als Wohngebäude getarnter Infanteriebunker A 5701 in Bottighofen, heute Museum